# 81-550/551/552
81-550/551/552 — тип экспериментальных электровагонов метрополитена, разработанный и выпущенный в количестве одного 6-вагонного состава петербургским заводом ЗАО «Вагонмаш». Представляли собой дальнейшее развитие вагонов типа 81-720.1/721.1 и были оснащены кузовом нового типа с асинхронными тяговыми электродвигателями. Вагоны модели 81-550 — моторные головные, 81-551 — моторные промежуточные, 81-552 — прицепные промежуточные.

## История

### Предыстория
В конце 1980-х годов и начале 1990-х годов для метрополитенов СССР на Мытищинском вагоностроительном заводе и Ленинградском вагоностроительном заводе им. Егорова «Вагонмаш» велась разработка электропоездов с асинхронными тяговыми электродвигателями на базе выпускаемых в то время серийных электровагонов типа 81-717/714 с коллекторными двигателями. В период 1989—1990 годов Мытищинский завод на базе стандартных вагонов 81-717/714 спроектировал новый тип вагонов с удлинённой кабиной машиниста, принудительной вентиляцией в салоне и усовершенствованным асинхронным тяговым оборудованием, получивший обозначение 81-720.1 и 721.1 для головных и промежуточных моторных вагонов соответственно.
По данному проекту Ленинградский завод изготовил в 1990 году единственный опытный головной вагон 81-720.1 № 10037, который поступил для испытаний в Московский метрополитен. На данном этапе было решено ограничиться выпуском единственного вагона, а для формирования опытного состава в Москву также были переданы три стандартных вагона 81-717/714 (один головной и два промежуточных). В ходе непродолжительных испытаний опытного вагона в работе асинхронного тягового привода был выявлен ряд существенных недостатков, однако представленное им направление развития российского метровагоностроения было признано перспективным. Испытания позволили выявить слабые места в асинхронном приводе и определить решения по усовершенствованию подобных конструкций.

### Выпуск, испытания и судьба состава
В период 1991—1992 годов с учётом результатов испытаний опытного вагона 81-720.1 № 10037 завод «Вагонмаш» на базе типа 81-720.1/721.1 создал проект нового типа электропоездов метрополитена, внеся изменения в конструкцию кузова и электрической части. Моторные головные вагоны получили обозначение типа 81-550, моторные промежуточные — 81-551, прицепные промежуточные — 81-552. Появление в составе прицепных вагонов стало возможным за счёт применения асинхронных тяговых двигателей и увеличения их мощности в 1,5 раза по сравнению с вагонами 81-717/714.
Первый и единственный шестивагонный электропоезд данного типа был выпущен в 1992 году. В том же году состав был передан в ТЧ-1 «Автово» для прохождения испытаний, в ходе которых дорабатывалась его конструкция. В 1995 году на станции «Площадь Восстания» проходила выставка, посвящённая 40-летию Петербургского метрополитена, где данный состав был показан широкой публике. Как заявляло руководство, вагоны должны были пойти в серийное производство, однако в 1996 году созданный состав отправили на завод на доработку, поскольку испытания выявили недочёты в работе оборудования.

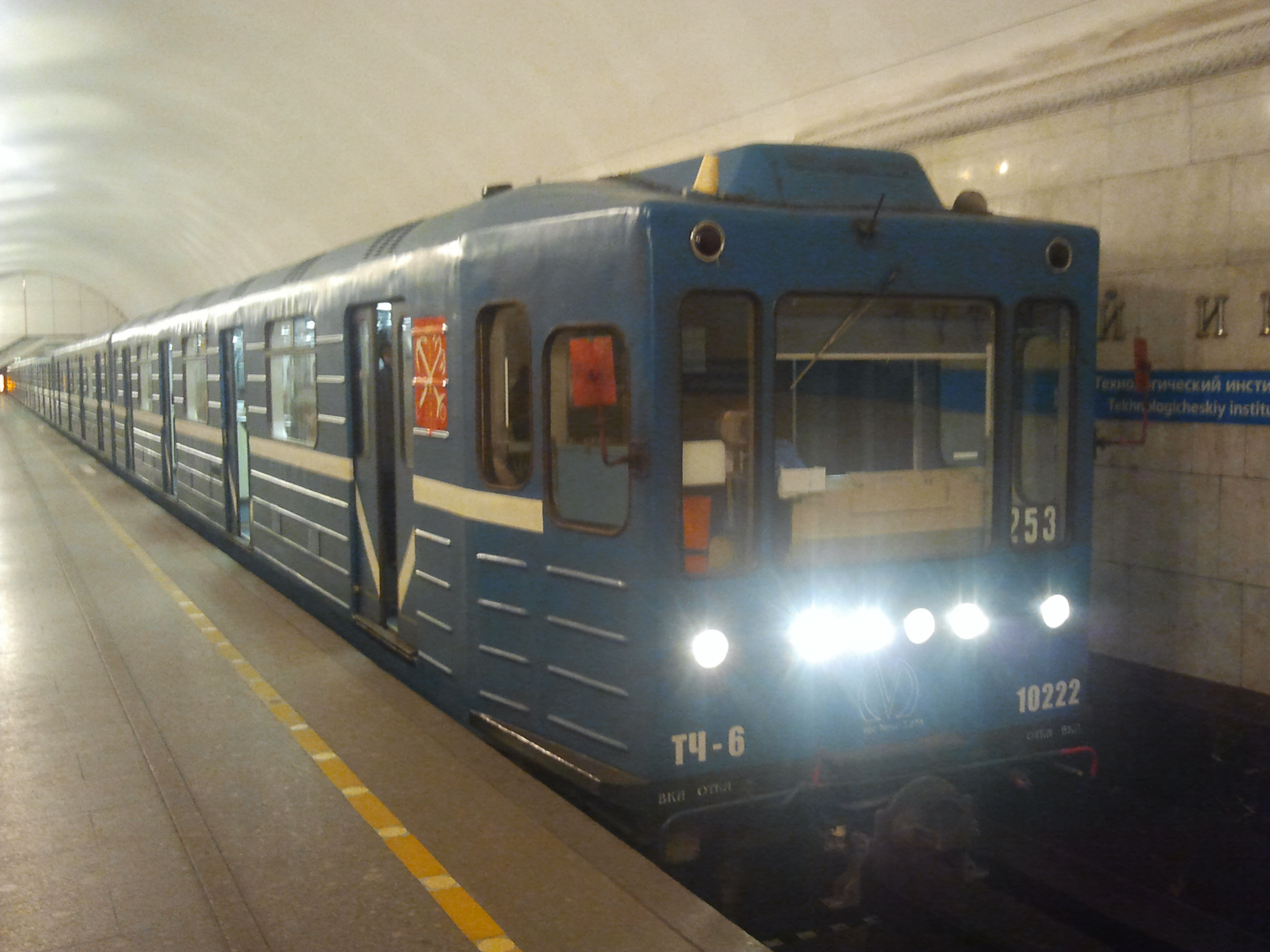
Электропоезд 81-540.1/541.1 на станции

Однако вместо доводки в 1997 году работы по созданию асинхронного привода были приостановлены, и поезд был переделан в тип 81-540.1/541.1, при этом вагоны получили новые номера. В ходе переделки всё нестандартное электрооборудование было демонтировано, вместо него устанавливалось обычное оборудование вагонов 81-717/714 и все вагоны стали моторными. Конструкция кузова также претерпела некоторые изменения — лобовое стекло было поднято, установлено шесть белых фар на уровне ниже стекла по схеме вагонов 81-717 вместо имевшихся над стеклом, дополнительные буферные фонари и выступы под рамой демонтированы. Пластиковые сиденья и отделка салона также были заменены на классическую с жёлтыми стенами и коричневыми кожаными диванами. Таким образом, тип 81-550/551/552 прекратил существование, однако сам состав в своём модернизированном виде поступил в 2000 году в регулярную эксплуатацию с пассажирами на Московско-Петроградскую линию, где продолжает работать по состоянию на 2024 год.

## Общие сведения
Вагоны типа 81-550/551/552 предназначались для пассажирских перевозок на линиях метрополитена с шириной колеи 1520 мм, оборудованных высокими платформами высотой 1100 мм и электрифицированных нижним боковым контактным рельсом напряжением 750 В постоянного тока. Они являли собой дальнейшее развитие вагонов типа 81-720.1/721.1 и наряду с ними были представителями нового семейства вагонов, созданного на базе 81-717/714 и отличавшегося применением более экономичного и простого в эксплуатации асинхронного электрооборудования, новыми удлинёнными кабинами машиниста и принудительной вентиляцией в салонах.
Предполагалось, что данный тип вагонов пойдёт в серийное производство и заменит 81-717/714, однако из-за недочётов в работе асинхронного электрооборудования вагоны так и остались опытными. Тем не менее, конструктивные особенности данной линейки были использованы заводом Вагонмаш в дальнейшем при создании вагонов 81-540.8/541.8 с коллекторным и 81-553.3/554.3/555.3 с асинхронным приводом.

### Составность
Электропоезд формировался из вагонов трёх типов: двух моторных головных (Мг) с кабинами управления модели 81-550 по концам состава, моторных промежуточных (Мп) модели 81-551 и прицепных промежуточных (Пп) модели 81-553. Единственный выпущенный состав был сформирован в шестивагонной составности по схеме Мг+Мп+Пп+Мп+Пп+Мг. В общем случае составы данного типа могли включать от двух до восьми вагонов, при этом оптимальным соотношением числа моторных вагонов в составе к числу прицепных было 2:1.

### Нумерация и маркировка
Система нумерации и маркировки, использованная для вагонов 81-550/551/552, была единой со всеми выпускаемыми вагонами метрополитена и осуществлялась повагонно без присвоения номеров составам. Вагоны, выпускаемые заводом Вагонмаш, по состоянию на начало 1990-х годов получали номера пятизначного написания в диапазонах 10xxx и 11xxx. Вагоны 81-550 получили номера 10095 и 10096 в едином номерном ряду с головными вагонами 81-717, вагоны 81-551 — 11156 и 11157, а 81-552 — 11254 и 11255 в едином номерном ряду с промежуточными вагонами 81-714. Номера наносились на боковых стенках ниже окон рядом с одним из средних дверных проёмов без обозначения типа, которое можно было увидеть только на заводских табличках в салонах вагонов. На лобовой маске головных вагонов маркировка отсутствовала.

## Конструкция
Конструкция вагонов типа 81-550/551/552 незначительно отличалась от типа 81-720.1/721.1. Наиболее существенными отличиями вагонов обоих типов от 81-717/714, на базе которых они были созданы, стали новая удлинённая кабина машиниста, обводы кузова, система вентиляции и асинхронное тяговое электрооборудование.
Вагоны получили новую оригинальную схему окраски, близкую к окраске опытного вагона 81-720.1: маска головного вагона, крыша, торцы и нижний пояс рамы были окрашены в белый цвет, боковины — в тёмно-синий. На дверях вагонов в нижней части вместо привычных «иксов» и «галок» появились две стрелки белого цвета, направленные к середине, при этом декоративные белые полосы на боковинах вагонах отсутствовали.

### Кузов
Кузов вагонов — цельнометаллический несущий сварной конструкции, с обшивкой из прочных гофрированных стальных листов. По конструкции и размерам он был близок к кузову вагона 81-720.1 № 10037 и отличался главным образом рядом изменений в конструкции лобовой части у головных вагонов. Основными частями кузова являлись рама, боковые стенки, лобовые и концевые части, крыша и металлический пол. По торцам рамы были размещены ударопоглощающие аппараты с автосцепками Шарфенберга метрополитеновского образца, автоматически соединяющие пневмомагистрали и электрические контакты сцепляемых вагонов.
Конструктивно кузов данного типа был создан на базе кузова 81-717/714. Головные вагоны 81-550, как и 81-720.1, по сравнению с вагонами 81-717 имели удлинённую кабину машиниста и как следствие раму вагона. Габаритные размеры кузова были аналогичны размерам кузова вагонов типа 81-720.1/721.1. Длина головного вагона по торцевым стенкам за счёт удлинения головной части с кабиной управления, как и у 81-720.1, составляла 19 250 мм против 18 806 мм у 81-717. Длина кузовов промежуточных вагонов типов 81-551 и 552, была равна 18 810 мм и аналогична по длине кузовам вагонов 81-714. Это позволяло поездам с кузовами данной конструкции эксплуатироваться на линиях со станциями закрытого типа в Петербургском метрополитене, поскольку расстояния между дверями каждого вагона и разных вагонов в составе поезда не изменились.

#### Лобовая маска кабины
Лобовая маска кабины головного вагона 81-550 по конструкции и форме была схожа с маской вагона 81-720.1 и имела плоские вертикальные лобовую и боковые стены, примерно вдвое превосходя по длине стандартную кабину вагона 81-717. Боковые стены и крыша лобовой части по со стенами и крышей основной части кузова незначительно сужались по направлению вперёд.
Лобовая стена с левой стороны, как и у 81-720.1, была оснащена открывающейся наружу эвакуационной дверью аварийного выхода с выдвижным трапом для возможности безопасного спуска пассажиров из вагона на пути в случае аварийной ситуации, а рабочее место машиниста по сравнению с 81-717 было смещено из центра в правую часть кабины. В лобовую стену было встроено два стекла одинаковой высоты — одно широкое с правой стороны перед пультом машиниста и более узкое в эвакуационной двери. Размеры лобовых окон были аналогичны вагону 81-720.1, однако по сравнению с ним окна располагались ниже. По бокам от сужения стен на уровне рамы имелись выступы, по ширине соответствующие основной части, также выступ на уровне рамы имелся спереди. Над кабиной машиниста в зоне занижения крыши был установлен кондиционер.
Существенное отличие лобовой части вагонов 81-550 от 81-720.1 заключались в расположении светосигнальных приборов: если у предшественника фары размещались под лобовыми стёклами в средней зоне кабины, у 81-550 они располагались сверху над лобовыми стёклами. В то же время их количество, форма и взаимное расположение были такими же как у 81-720.1 — по три круглых фары с каждой стороны на одном уровне, включая две белые световые и одну красную меньшего диаметра по краям вагона для обозначения хвоста поезда. Между фарами по центру вагона размещалась табличка с заводским логотипом. Нововведением стало увеличение ширины выступов кузова по бокам от автосцепки до ширины рамы и установка на них спереди небольших дополнительных буферных фонарей прямоугольной формы по два с каждой стороны — одному белому для освещения пути и красному для обозначения хвоста поезда.
Боковые стены кабины в целом были схожи с вагоном 81-720.1, но имели отличия в расположении боковых окон и гофр. В отличие от вагона 81-720.1, у которого обе стены имели по одному центральному гофру чуть ниже боковых стёкол, у вагона 81-550 левый борт был полностью гладким, а правый имел 4 пары гофрированных полос с разрывом каждой пары в середине. Для входа и выхода машиниста по левому борту имелась одностворчатая ручная дверь с окном, поворачивающаяся при открытии внутрь, напротив двери по правому борту аналогичное окно размещалось в стене. В передней части боковых стен кабины за счёт удлинения маски по сравнению с 81-717 вагон имел ещё по одному боковому окну с каждой стороны, как и 81-720.1, однако по сравнению с предшественником передняя пара боковых окон располагалась ниже задней, хотя окна и имели аналогичную высоту. При этом верхний край передних боковых окон соответствовал верхнему краю лобовых, то есть они были занижены так же как и лобовые по сравнению с вагоном 81-720.1.

#### Основная часть
Боковые стены и промежуточные торцевые стены вагонов были собраны из вертикальных стоек, подоконных балок и верхнего листа. С каждой стороны вагон имел по 4 парные автоматические двери с пневматическим приводом, рассчитанные на высокие платформы станций метрополитена и конструктивно аналогичные дверям вагонов 81-720.1 и 81-717/714. Дверные створки раздвигались внутрь обшивки кузова и были оборудованы окнами. В качестве обшивки в нижнем и верхнем поясах были смонтированы стальные гофрированные листы, такие же как и у всего семейства вагонов 81-717/714, но в дополнение по периметру боковины имел окантовку, аналогичную окантовке вагона 81-720.1, что позволило улучшить внешний вид за счёт применения двухцветной окраски (белая окантовка вместе со светло-синими стенами). В отличие от вагона 81-720.1, центральная гофрированная полоса под окнами была значительно толще остальных и по исполнению аналогична вагонам 81-717/714.
Промежуточные торцевые стены были аналогичны по конструкции торцевой стене вагона 81-720.1 и имели торцевые двери с окнами по центру и два окна по бокам от них. Использование этих дверей по принятым стандартам безопасности для перехода пассажиров между вагонами не предусматривалось ввиду отсутствия оборудованного закрытого межвагонного перехода, поэтому как у других метровагонов их предполагалось использовать только в служебных целях и для прохода в чрезвычайных ситуациях. В местах перехода торцевых стен в боковые вагоны имели резкие углы, чем отличались от 81-717/714 с плавными скруглёнными обводами.
Крыша вагона по форме была аналогична 81-720.1. За счёт установки системы принудительной вентиляции и отсутствия вентиляционных черпаков она стала покатой и имела практически плоскую форму с наклонными скатами по бокам, высота крыши над уровнем головки рельс превосходила крышу вагонов 81-717/714 в средней части и составила 3700 мм. Для вентиляции салона в боковой наклонной части крыши с каждой стороны были вырезаны по 7 трёхрядных воздухозаборных решёток, которые однако имели больше вырезов и превосходили по высоте решётки у вагона 81-720.1 для лучшего притока воздуха.

### Тележки
Вагоны имели по две двухосные тележки с индивидуальной подвеской колёсных пар, конструктивно близкие к тележкам вагонов 81-717/714. Тележки вагонов 81-550 и 551 были моторными, 81-552 — безмоторными.
Подвешивание тележек было двухступенчатым. Рама тележки опиралась на каждую буксу через две цилиндрические витые пружины. В центре тележки располагалась центральная балка, соединённая предохранительным шкворнем с кузовом вагона и на которую непосредственно передавался вес последнего. Кузов опирался на центральный пятник балки, а для устранения боковой качки на балке были установлены боковые резиновые скользуны (выполнены в виде роликов). Вес центральной балки на основную раму тележки передавался через центральное пневмоподвешивание, поддон и сочленённые подвески. По бокам к раме тележки подвешивались кронштейны, к которым снизу крепились боковые токоприёмники для питания от нижнего контактного рельса.
Колёсные пары вагонов были цельнокатанными. Тележки вагонов, как и у 81-717/714 и 81-720.1, имели пневматические колодочные тормоза, расположенные по бокам от колёс, и стояночный пневмопружинный тормоз. Тормозные колодки располагались по бокам от колёс.

### Электрооборудование
Основная часть электрооборудования вагонов располагалась в подвагонном пространстве. Значительная часть оборудования была унифицирована с электрооборудованием 81-720.1, однако претерпела ряд усовершенствований. На вагоне был установлен тяговый инвертор для преобразования постоянного тока от контактного рельса в переменный ток регулируемого напряжения и частоты, подаваемый на асинхронные двигатели и управляющий тягой и рекуперативным торможением. На каждой моторной тележке было размещено по два асинхронных тяговых электродвигателя с индивидуальным приводом на колёсные пары. По мощности они в 1,5 раза превосходили стандартные коллекторные электродвигатели вагонов 81-717/714, что позволяло включать в состав прицепные вагоны. Предусматривалась возможность рекуперативного торможения двигателями с возвратом энергии в контактную сеть. Вагон был также оснащён реостатным блоком, что при невозможности или недостаточной эффективности рекуперации позволяло применять реостатное торможение.

### Интерьер

#### Пассажирский салон
Салоны вагонов по конструкции и планировке в целом были схожи с салоном опытного вагона 81-720.1 № 10037. Значительные различия заключались в основном лишь в конструкции сидений и цветовом оформлении салона. В целом планировка салона была классической для российских метровагонов: сиденья располагались продольно спинками к стенам вагона по бокам от центрального прохода с посадкой лицом к проходу. У головных вагонов перед первой парой дверей располагалась перегородка с дверью, разделявшая салон и кабину машиниста. Головной вагон 81-550 имел 40 сидячих мест, промежуточные 81-551 и 552 — 44 места.
Сиденья представляли собой диваны и в зонах между дверными проёмами с каждой стороны были шестиместными, а в торцевых частях вагона — двухместными. Однако вместо кожаных полужёстких диванов с плоскими спинками и сидушками, применявшихся у вагонов 81-720.1 и 81-717.714, на вагонах были установлены пластиковые жёсткие диваны с анатомическим изгибом спинки, повторяющем изгиб спины человека, и разделительными полосами между сиденьями. По бокам сидений, как и у 81-720.1, устанавливались ограждения в форме повёрнутой набок буквы «П».
Отделка стен и пола вагонов была выполнена из шумопоглощающих пожаробезопасных материалов, однако при этом была изменена цветовая гамма: если салон вагона 81-720.1 был отделан в тёплых тонах (жёлтые стены, двери и боковые ограждения диванов; коричневые пассажирские диваны; белый потолок; красно-коричневый пол), у вагонов 81-550/551/552 была применена холодная серая цветовая схема: стены и потолок — серые, двери — тёмно-серые; пол, диваны и боковые ограждения диванов снаружи — чёрные, боковые ограждения диванов изнутри — зелёные. Окна имели двойное остекление и в целях лучшей шумоизоляции были выполнены сплошными без рам и форточек, как и у вагона 81-720.1, поскольку предполагалось, что потолочная вентиляция целиком обеспечит продувание салона свежим воздухом.
Вентиляция салона была принудительной, в потолочной части вагона между каждой группой воздухозаборных решёток были смонтированы 7 вентиляционных агрегатов. Потолок вагона стал плоским, по центру над проходом были размещены выступающие из потолка решётки вентиляционных агрегатов округлой формы с небольшими круглыми отверстиями снизу и по бокам. Вдоль салона по бокам от вентиляционных агрегатов размещались размещены люминесцентные лампы освещения по одному ряду с каждой стороны, при этом светильники группировались по два вплотную друг за другом с разрывами между разными парами.
В салоне по краям сидений были установлены вертикальные поручни с загибами к центру в верхней части, как и у вагона 720.1, однако по сравнению с 81-720.1 поручни в середине сидений отсутствовали.

#### Кабина машиниста
Кабина машиниста, как и вагона 81-720.1, по сравнению с кабиной 81-717 была довольно просторной. Пульт управления и кресло машиниста располагались с правой стороны, слева находилась аварийная дверь. Кресло машиниста было оснащено системой регулировки положения спинки и сдвига в продольном направлении. Стены кабины, боковины и задние стенки пульта управления были выкрашены в белый цвет, а лицевые панели пульта — в чёрный.
По сравнению с вагоном 81-720.1 пульт был существенно переработан и состоял из нескольких приборных панелей. Центральная панель управления по ширине занимала пространство напротив правого лобового стекла и была расположена под большим уклоном, близким к вертикальному. В её левой части располагалась большая часть переключателей, а в центре — аналоговой дисплей электронной системы управления и диагностики, выступающий из-под панели наружу. Система обеспечивала контроль 37 параметров, информируя машиниста и диспетчера о состоянии элементов поезда. Справа панель имела розетку питания дисплея и вырез внизу, из под которой выступала другая панель с переключателями. В верхней части над основной панелью располагалась переходящая в неё вертикальная панель с контрольно-измерительными стрелочными приборами, цветными индикаторами и несколькими переключателями.
Слева от кресла машиниста располагалась стойка с боковой поворотной рукояткой контроллера в верхней части. Над рукояткой контроллера под наклоном вбок располагалась ещё одна съёмная приборная панель с рядом кнопок и переключателей. С правой стороны от кресла на боковой стене располагались тормозной кран машиниста и радиостанция.